# Sarima nigriventris
Sarima nigriventris är en insektsart som beskrevs av Schmidt 1928. Sarima nigriventris ingår i släktet Sarima och familjen sköldstritar. Inga underarter finns listade i Catalogue of Life.